# ミルディタ県
ミルディタ県（ミルディタけん、アルバニア語: Rrethi i Mirditës、英語: Mirdite District）は、アルバニアのレジャ州に属する県。2010年1月1日現在の人口は26,668人で、面積は867km2である。県都はレシェン（アルバニア語: Rrëshen）。

## 下部行政区画

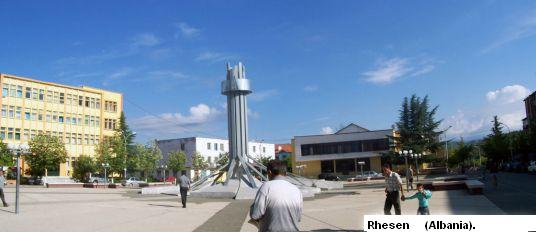
レシェン市街

- Bashkia Rrëshen（レシェン）
- Bashkia Rubik（ルビク）
- Komuna Fan
- Komuna Kaçinar
- Komuna Kthellë
- Komuna Orosh
- Komuna Selitë